# Ievguenia Chichkova
Ievguenia Chichkova est une patineuse artistique russe née le 18 décembre 1972 à Léningrad (Union soviétique) et morte le 29 janvier 2025 à Washington (États-Unis).
Elle évolue jusqu'en 1991 pour l'Union soviétique, puis pour la Communauté des États indépendants (CEI) en 1992 (et l'équipe unifiée aux Jeux olympiques de 1992), puis pour la Russie jusqu'à la fin de sa carrière.

## Biographie

### Carrière
Avec Vadim Naumov, qui deviendra son époux en 1995, Ievguenia Chichkova remporte en couple : une médaille d'or aux mondiaux 1994 ; deux médailles d'argent aux mondiaux 1995 et aux championnats européens 1994 ; ainsi que cinq médailles de bronze aux mondiaux 1993 et aux championnats européens 1991, 1992, 1993 et 1995.
Le couple remporte aussi le Grand Prix ISU en 1995, le Trophée de France 1992, la Coupe de Russie 1997, trois Trophées NHK (en 1991, 1992 et 1995), la Coupe d'Allemagne 1993, le Skate America 1993, les championnats d'Union soviétique en 1991 et les championnats de Russie en 1993 et 1996.
Elle participe également avec Vadim Naumov aux Jeux olympiques d'hiver de 1992 et de 1994.

### Mort
Ievguenia Chichkova meurt à l'âge de 52 ans avec son époux et partenaire Vadim Naumov dans le crash du vol American Airlines 5342 le 29 janvier 2025.

## Palmarès
Avec son partenaire Vadim Naumov
| Compétition                     | 1989    | 1990    | 1991    | 1992    | 1993    | 1994    | 1995    | 1996    | 1997    | 1998    |  |  |  |  |
| Jeux olympiques d'hiver         |         |         |         | 5e      |         | 4e      |         |         |         |         |  |  |  |  |
| Championnats du monde           |         |         | 5e      | 5e      | 3e      | 1re     | 2e      | 4e      |         |         |  |  |  |  |
| Championnats d’Europe           |         |         | 3e      | 3e      | 3e      | 2e      | 3e      |         | 5e      |         |  |  |  |  |
| Championnats d'Union soviétique |         |         | 1re     | 2e      |         |         |         |         |         |         |  |  |  |  |
| Championnats de Russie          |         |         |         |         | 1re     | 3e      |         | 1re     | 3e      |         |  |  |  |  |
|                                 |         |         |         |         |         |         |         |         |         |         |  |  |  |  |
| Grand Prix ISU                  | 1988/89 | 1989/90 | 1990/91 | 1991/92 | 1992/93 | 1993/94 | 1994/95 | 1995/96 | 1996/97 | 1997/98 |  |  |  |  |
| Finale du Grand Prix            |         |         |         |         |         |         |         | 1re     |         | 5e      |  |  |  |  |
| Skate America                   |         |         |         |         | 3e      | 1re     | 2e      |         |         | 3e      |  |  |  |  |
| Skate Canada                    |         |         | 2e      |         |         |         |         | 1re     |         |         |  |  |  |  |
| Coupe d'Allemagne               |         |         |         | 2e      |         | 1re     |         |         |         |         |  |  |  |  |
| Trophée de France               |         |         |         |         | 1re     |         |         |         |         |         |  |  |  |  |
| Coupe de Russie                 | 5e      |         |         |         |         |         |         |         |         | 2e      |  |  |  |  |
| Trophée NHK                     |         |         |         | 1re     | 1re     |         |         | 1re     | 2e      |         |  |  |  |  |
|                                 |         |         |         |         |         |         |         |         |         |         |  |  |  |  |